# Калиакра (жудец)
Жудец Калиакра (рум. Județul Caliacra) — административно-территориальная единица Королевства Румыния в период с 1913 по 1938 год, находившаяся в исторической области Добруджа. Жудец находился на юге Румынии, на берегу Чёрного моря и граничил с Болгарией. Резиденцией жудеца был город Базарджик.

## История
Территория жудеца является составной частью Южной Добруджи и была аннексирована Румынией в результате Балканских войн. Во время Первой мировой войны Болгария пыталась вернуть себе всю Южную Добруджу. Сепаратный Бухарестский мирный договор подписанный в 1918 году между Румынией и Центральными державами предполагал среди прочего переход Южной Добруджи в состав Болгарии, однако договор не был ратифицирован румынским королём Фердинандом I и не был выполнен. В 1938 году в Королевстве Румыния была проведена административная и конституционная реформа, в результате которой жудец Калиакра был объеден с жудецами Дуростор, Констанца и Яломица в Цинут Мэрий. 7 сентября 1940 года бывший жудец вместе с остальной территорией Южной Добруджи был возвращён Болгарии по результатам Крайовского мирного договора.

## Население
24,9% населения жудеца было городским, а 75,1% соответственно сельским. Жудец имел пёстрый национальный состав и ни один из этносов не имел абсолютного большинства. По результатам переписи 1930, этнический состав населения жудеца Калиакра был следующим:
| Национальность   | Численность | Доля  |
| ---------------- | ----------- | ----- |
| Болгары          | 70 797      | 42,4% |
| Турки            | 38 430      | 23,0% |
| Румыны           | 37 640      | 22,6% |
| Гагаузы          | 6 342       | 3,8%  |
| Цыгане           | 4 578       | 2,7%  |
| Дунайские татары | 4 461       | 2,7%  |
| Греки            | 1 027       | 0,6%  |
| Армяне           | 1 007       | 0,6%  |
| Русские          | 1 000       | 0,6%  |
| Немцы            | 500         | 0,3%  |
| Евреи            | 410         | 0,2%  |
| Венгры           | 285         | 0,2%  |
| Другие           | 434         | 0,3%  |
| Всего            | 166 911     | 100%  |

## Административное деление
Жудец делился на 4 пласы: Балчик, Касим, Езибей и Стежарул.